# Space Based Space Surveillance
Le système Space Based Space Surveillance (SBSS) est un projet de constellation de satellites et d'infrastructures terrestres de soutien de la United States Space Force dont l'objectif est d'améliorer la capacité du Département de la Défense des États-Unis (DoD) à détecter et suivre les objets spatiaux en orbite autour de la Terre. Un seul satellite est lancé.
Les travaux de développement du SBSS sont menés en coordination avec le Space Situational Awareness Group dans le Space Superiority Systems Directorate (en) du centre des systèmes spatiaux et de missiles (en).

## Satellite prototype

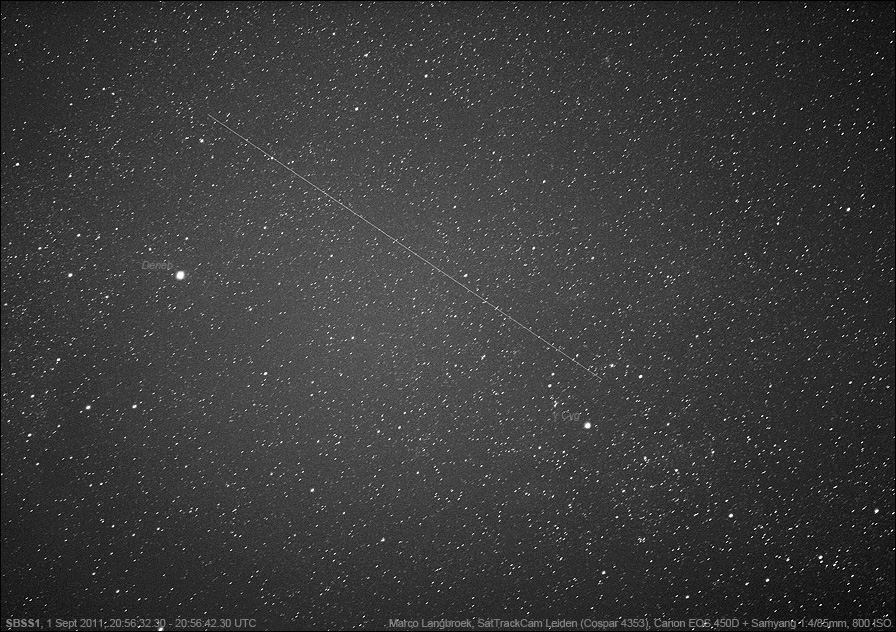
SBSS 1 passant à travers le Cygne le 01 09 2011

Le premier satellite prototype du système SBSS (SBSS 1, alias USA 216, COSPAR 2010-048A, SATCAT 37168) est envoyé en orbite à bord d'une fusée Minotaur IV le 26 septembre 2010 (UTC),. À l'origine prévu pour décembre 2008, le lancement a été reporté au printemps 2009, puis de nouveau retardé jusqu'au 22 octobre 2009. Les retards de lancement viennent de problèmes du lanceur, et non du satellite lui-même. Un lancement prévu pour le 8 juillet 2010 a également été reporté. Le programme a coûté 823 millions de dollars, satellite, charge utile, lancement et support au sol compris. Les contrats de satellites et de charges utiles avec Ball Aerospace & Technologies représentent environ 40 % du total. Il est conçu pour examiner chaque engin spatial en orbite géosynchrone au moins une fois par jour.
Le satellite SBSS possède un télescope de 30 cm sur un cardan à deux axes avec un capteur d'image de 2,4 mégapixels et a une durée de mission prévue de cinq ans et demi.
Cependant, aucun autre satellite n'est lancé par la suite et aucun successeur n'est financé. Pour assurer une continuité de la mission après la fin de la durée de vie nominale du satellite SBSS-1 (7 ans), le petit satellite ORS-5 est développé et lancé en 2017. Finalement, l'Air Force Space Command s'associe avec le National Reconnaissance Office pour développer un programme successeur, Silentbarker, dont les premiers satellites sont lancés en 2023.